# Tiszai Erőmű Vállalat
A Tiszai Erőmű Vállalat 1963-ban alapított magyarországi energiaipari vállalat, mely 1992-ben megszűnt. 

## Története
Az MVM Tröszt megalapításának évében, 1963-ban fejeződött be a magyar falvak villamosítása. Az MVM első igazgatóját is Tiszapalkonya adta, Schiller János személyében. Az ország egységes villamosenergia-rendszerét egységes központi irányítással, egységesített rendszerben üzemeltették, nemzetközi együttműködésekkel.
Az egységesített rendszer szellemében alakult meg a Tiszai Erőmű Vállalat, ennek része lett a Tiszapalkonyai hőerőmű (a Tiszapalkonyai Hőerőmű Vállalat megszűnt létezni önálló vállalatként) és hazánk vízerőművei: a Tiszalöki vízerőmű és a Kesznyéteni vízerőmű (Kiskörei vízerőmű a TEV beruházásaként, a Tisza-tóval együtt épült meg, később).
A Tiszapalkonyai hőerőmű tevékenységére alapult számos energetikai fejlesztés. Ide tartozik az ország egyik legfontosabb vízerőműve, a kiskőörei vízerőmű beruházása a Tiszapalkonyai hőerőmű irányításával, bonyolításával. A beruházás felelős vezetője Dénes Sándor főmérnök volt. 
Fontos fejlesztést jelentett a 860 MW teljesítményű AES-Tisza II erőmű (ismertebb nevén: Tisza II Erőmű, Tisza Erőmű) beruházása. Ezáltal lett az átalakult Tiszai Erőmű Vállalat – magában foglalva a Tiszapalkonyai Hőerőművet, a Tisza II Erőművet, a tiszalöki, kiskörei és kesznyéteni vízerőműveket – több mint 1300 MW teljesítmény feletti kapacitással akkoriban az ország második legnagyobb erőműve (hivatalosan egyetlen egy erőműnek/termelőegységnek minősült).[forrás?]
A Tiszai Erőmű Vállalat tészvénytársasággá alakulásakor kapta meg a Borsodi Energetikai Kft.-t, így 1992-től Lyukóbánya és a kazincbarcikai Borsodi Hőerőmű a Tisza Erőmű Rt.-hez került. A vállalat, majd annak jogutódja a Tiszai Erőmű Rt., 1996-tól teljesen szétesett. A hét telephelyből a Tisza II Erőművet, a Borsodi és Tiszapalkonyai Hőerőművet, valamint Lyukóbányát az AES Amerikai energetikai társaság vette meg, és üzemeltette tovább. A három vízerőmű pedig külön cégekhez került, 1996-tól. A 2011-ben leállított Tiszapalkonyai és a Borsodi Hőerőműveket egy ukrán befektető csoport vette meg az AES-től 2014-ben, de elbontási céllal. A Tisza II Erőművet 2012 decemberében vette meg egy magyar befektetői csoport újraindítási szándékkal, ám végül nem sikerült az újraindítása. Később 2020 decemberében az MVM kezébe került az erőmű, melynek fejlesztése 2021-ben még zajlott. A nagyberuházás után a Tisza II Erőmű Magyarország második legnagyobb erőműve lesz, a maga 998 MW-os kapacitásával.[forrás?] Lyukóbányát még az AES 2004-ben zárta be, mert már nem érte meg neki új bányatárókat nyitni.[forrás?]

## A vállalat korábbi telephelyei napjainkban

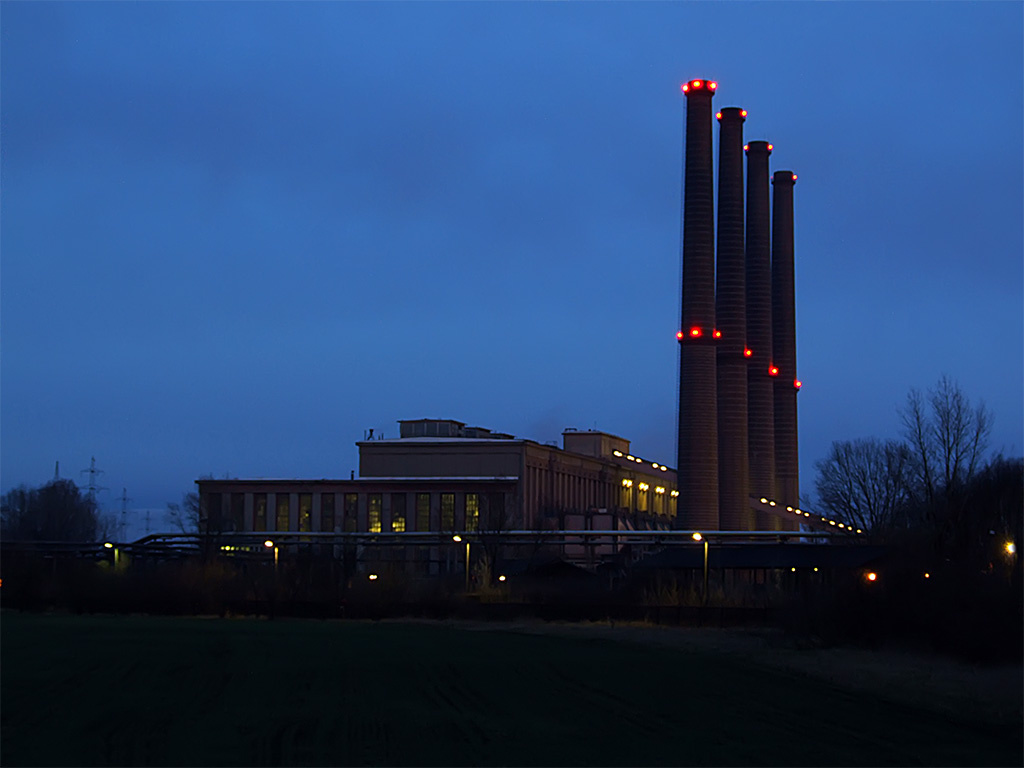
Tiszapalkonyai Hőerőmű, 2011. májusában zárták be, jelenleg is bontják
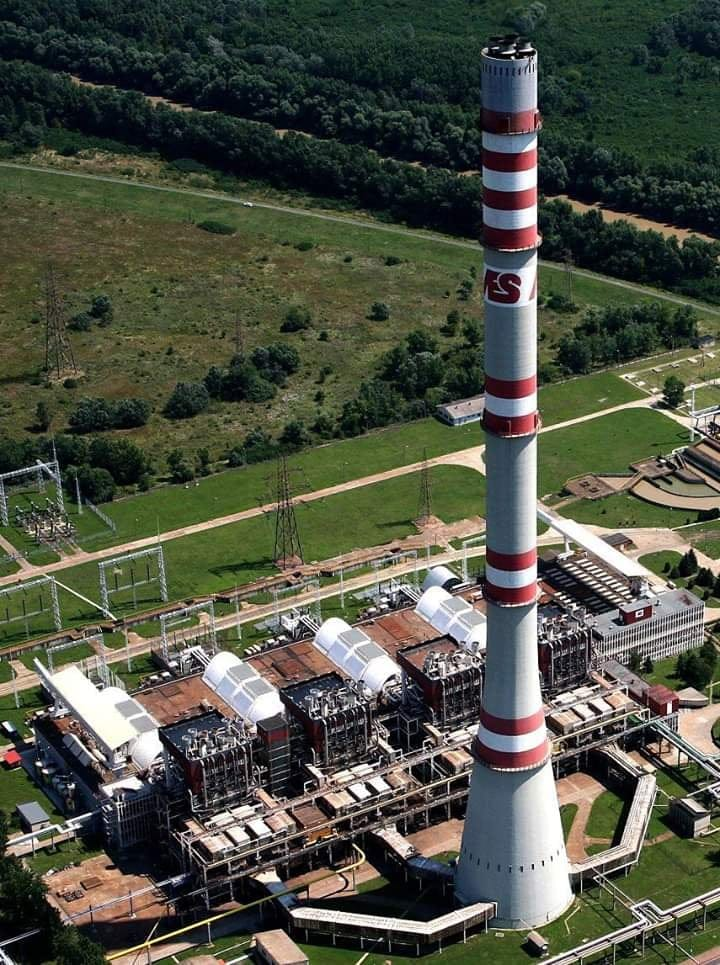
Tisza II. Hőerőmű, a vállalat legnagyobb, legújabb erőműve volt, ezt 2012 márciusában állították le
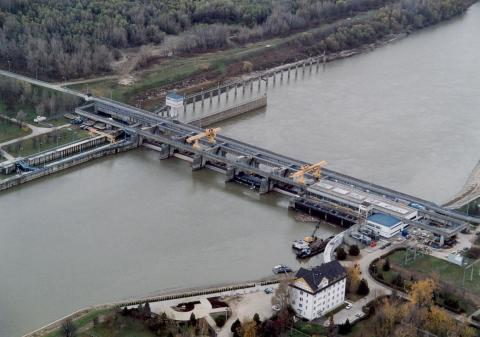
Kiskörei Vízerőmű továbbra is üzemel, ez 1996-ig volt a Tiszai Erőmű Rt tulajdona
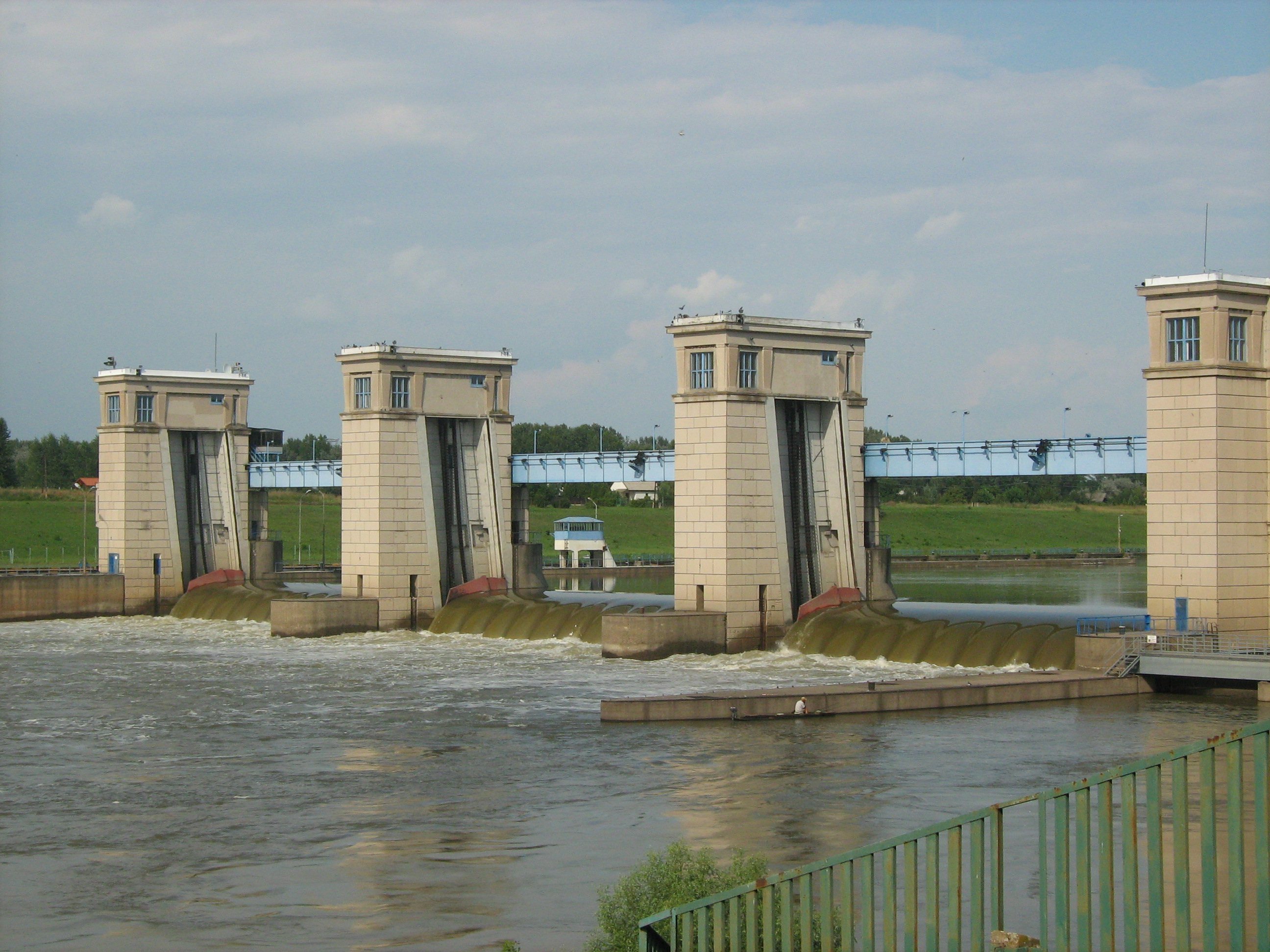
Tiszalöki Vízerőmű is üzemel napjainkban
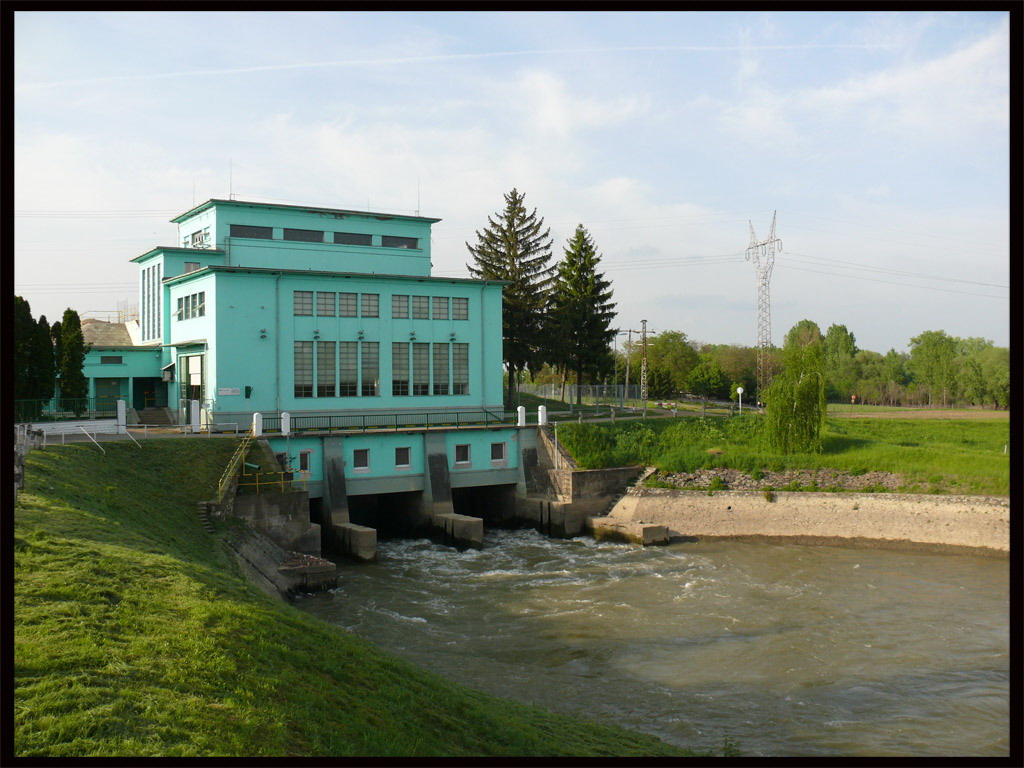
Kesznyéteni Vízerőmű is szintén üzemel továbbra is
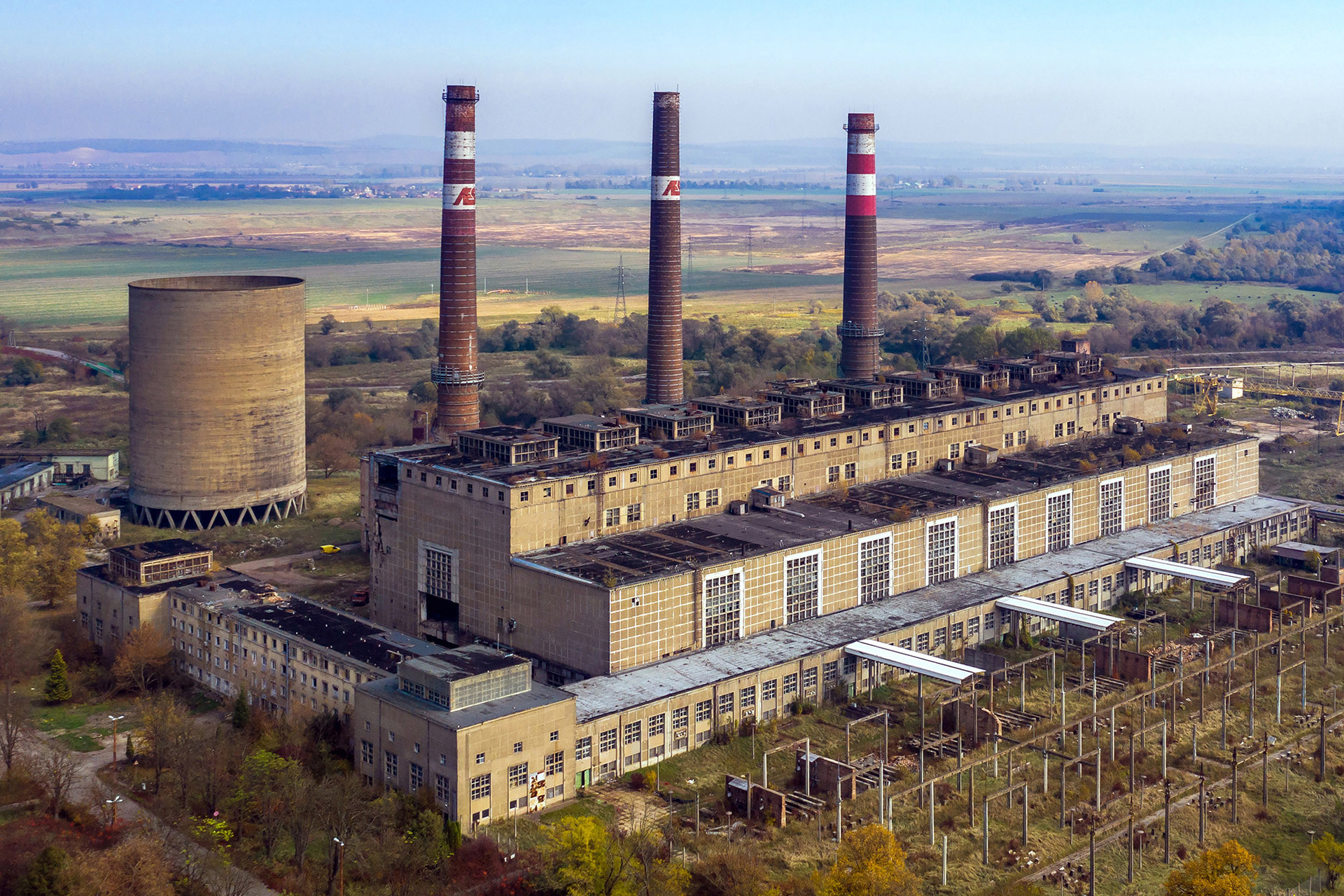
Borsodi Hőerőművet jelenleg is bontják, 2011. Júniusában zárták be
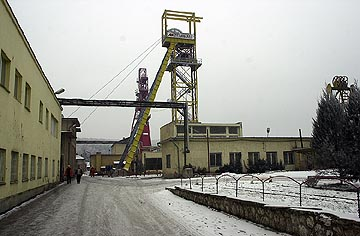
Lyukóbányát 2004-ben zárták be, mert új tárók nyitása már túl költséges lett volna